# Aromia moschata jankovskyi
Aromia moschata jankovskyi es una subespecie de escarabajo longicornio del género Aromia, tribu Callichromatini, subfamilia Cerambycinae. Fue descrita científicamente por Danilevsky en 2007.
La especie se mantiene activa durante el mes de julio.

## Descripción
Mide 32,5-33,6 milímetros de longitud.

## Distribución
Se distribuye por Kirguistán.